# Manfred Sommer
Pour les articles homonymes, voir Sommer.
Manfred Sommer, né le 27 mai 1933 à San Sebastian et mort le 3 octobre 2007 à Galifa, est un dessinateur espagnol de bandes dessinées. Après avoir travaillé comme illustrateur et dans le dessin animé, puis comme dessinateur de bandes dessinées sentimentales et de guerre pour le marché anglais, il connaît le succès avec Frank Cappa, à partir de 1981.

## Œuvres

### En français
- Tex Willer :
  - Marchands d’esclaves dans Tex Gigante n°12
  - La dernière diligence dans Tex 452 et 453
- Frank Cappa :

1. Frank Cappa au Brésil, Les Humanoïdes associés, coll. « Aventure », 1984
2. Sozoma et Gomorrhe, Kesselring, 1986
3. Le Dernier Africain, Kesselring, 1988
4. Viet-song, Dargaud, 1989